# 石川知綱
石川 知綱（いしかわ ともつな、生年不詳 - 永禄6年（1563年））は、戦国時代の武将。通称十郎左衛門。

## 略歴
三河国幡豆郡浅井の住人 。永禄3年（1560年）の大高城兵糧入れに同行した 。
永禄6年（1563年）三河一向一揆では一揆側に加担した。甥（娘婿とも）の内藤正成に両膝を射抜かれ、落馬し命を落としたと言う 。